# Rebourseaux
Rebourseaux est une  ancienne commune française située dans le département de l'Yonne et la région Bourgogne-Franche-Comté. Elle est associée à la commune de Vergigny depuis 1973.

## Géographie
La commune se compose de Rebourseaux, traversé par la route D78 et de Bas-Rebourseaux traversé par la D43.

## Histoire
Le 1er janvier 1973, la commune de Rebourseaux est rattachée à celle de Vergigny sous le régime de la fusion-association.

## Politique et administration
| Période                                  | Période  | Identité        | Étiquette | Qualité |
| ---------------------------------------- | -------- | --------------- | --------- | ------- |
|                                          | En cours | Maxence Guillot |           |         |
| Les données manquantes sont à compléter. |          |                 |           |         |

## Démographie
| 1793 | 1800 | 1806 | 1821 | 1831 | 1836 | 1841 | 1846 | 1851 |
| ---- | ---- | ---- | ---- | ---- | ---- | ---- | ---- | ---- |
| 356  | 349  | 340  | 381  | 371  | 375  | 370  | 370  | 352  |

| 1856 | 1861 | 1866 | 1872 | 1876 | 1881 | 1886 | 1891 | 1896 |
| ---- | ---- | ---- | ---- | ---- | ---- | ---- | ---- | ---- |
| 338  | 321  | 317  | 332  | 354  | 320  | 300  | 339  | 295  |

| 1901 | 1906 | 1911 | 1921 | 1926 | 1931 | 1936 | 1946 | 1954 |
| ---- | ---- | ---- | ---- | ---- | ---- | ---- | ---- | ---- |
| 274  | 266  | 238  | 207  | 218  | 204  | 198  | 209  | 182  |

| 1962 | 1968 | - | - | - | - | - | - | - |
| ---- | ---- | - | - | - | - | - | - | - |
| 198  | 191  | - | - | - | - | - | - | - |

## Lieux et monuments
- Église Saint-Jacques-le-Majeur, érigée au XIIe siècle et restaurée à l'époque de la renaissance
- Réserve ornithologique à Bas-Rebourseaux

## Héraldique
| Blason de Rebourseaux | Blason  | D'azur à la fasce crénelée d'or accompagnée de trois coquille rangées en chef et d'un oiseau en pointe, le tout du même. |
| Blason de Rebourseaux | Détails | Création Nadine Brissot-Plessy et Maxence Guillot. Blason adopté le 11 mars 2016.                                        |